# Euphyia slabyi
Euphyia slabyi là một loài bướm đêm trong họ Geometridae.